# NGC 6881
NGC 6881 في الفهرس العام الجديد، هي مجرة، تقع في كوكبة الدجاجة (كوكبة). اكتشفت في 25 نوفمبر 1881 بواسطة إدوارد تشارلز بيكرنج.

## روابط خارجية
- NGC 6881 على موقع ويكي سكاي: DSS2, SDSS, GALEX, IRAS, Hydrogen α, X-Ray, Astrophoto, Sky Map, Articles and images